# Грінбуш (переписна місцевість, Вісконсин)
Грінбуш (англ. Greenbush) — переписна місцевість (CDP) в США, в окрузі Шебойґан штату Вісконсин. Населення — 159 осіб (2020).

## Географія
Грінбуш розташований за координатами 43°46′41″ пн. ш. 88°5′39″ зх. д. / 43.77806° пн. ш. 88.09417° зх. д. (43.778076, -88.094123).  За даними Бюро перепису населення США в 2010 році переписна місцевість мала площу 1,78 км², з яких 1,77 км² — суходіл та 0,01 км² — водойми.

## Демографія
Згідно з переписом 2010 року, у переписній місцевості мешкали 162 особи в 56 домогосподарствах у складі 38 родин. Густота населення становила 91 особа/км².  Було 62 помешкання (35/км²).
Расовий склад населення:
| - 100,0 % — білих |

До двох чи більше рас належало 0,0 %. Частка іспаномовних становила 0,0 % від усіх жителів.
За віковим діапазоном населення розподілялося таким чином: 34,6 % — особи молодші 18 років, 58,0 % — особи у віці 18—64 років, 7,4 % — особи у віці 65 років та старші. Медіана віку мешканця становила 32,7 року. На 100 осіб жіночої статі у переписній місцевості припадало 100,0 чоловіків;  на 100 жінок у віці від 18 років та старших — 107,8 чоловіків також старших 18 років.
Середній дохід на одне домашнє господарство  становив 64 243 долари США (медіана — 60 714), а середній дохід на одну сім'ю — 74 027 доларів (медіана — 79 583). Медіана доходів становила 45 417 доларів для чоловіків та 29 688 доларів для жінок. 
Цивільне працевлаштоване населення становило 90 осіб. Основні галузі зайнятості: виробництво — 27,8 %, мистецтво, розваги та відпочинок — 16,7 %, будівництво — 15,6 %.